# Хейвенс, Уильям
Уи́льям Додж Хе́йвенс младший (англ. William Dodge Havens, Jr.; 29 января 1919, Вашингтон — 5 мая 2013, Уильямсберг) — американский гребец-каноист, выступал за сборную США в конце 1930-х и на всём протяжении 1940-х годов. Участник летних Олимпийских игр в Лондоне, многократный победитель и призёр регат национального значения.

## Биография
Уильям Хейвенс родился 29 января 1919 года в Вашингтоне. Рос в спортивной семье, его отец Билл занимался академической греблей и как чемпион национального первенства должен был участвовать в Олимпийских играх 1924 года в Париже, однако он тогда решил остаться с беременной женой и отказался от этой поездки (а в дальнейшем у него больше не было возможности поучаствовать в Играх). Уильям проходил подготовку в одном из столичных каноэ-клубов, тренировался вместе с младшим братом Френком, который впоследствии тоже стал довольно известным гребцом, в частности, выступал на четырёх Олимпиадах и добился звания олимпийского чемпиона.
Окончив школу, поступил в Университет Джорджа Вашингтона, где присоединился к нескольким университетским спортивным командам и продолжил заниматься разными видами спорта на студенческом уровне: в том числе играл в футбол, занимался боксом, лёгкой атлетикой, плаванием и борьбой. Рассматривался как кандидат на участие в летних Олимпийских играх 1936 года в Берлине, однако из-за слишком высокой конкуренции в американской олимпийской команде не смог пройти отбор (на квалификационной предолимпийской гонке занял лишь третье место).
Во время Второй мировой войны Хейвенс служил в Военно-воздушных силах армии США, в течение нескольких лет был радиооператором на самолёте Douglas C-47 Skytrain и в итоге покинул армию в звании сержанта. По окончании войны продолжил спортивную карьеру и начал принимать участие в крупнейших международных регатах по гребле на байдарках и каноэ.
Наибольшего успеха на взрослом международном уровне Уильям Хейвенс добился в возрасте 29 лет в сезоне 1948 года, когда попал в основной состав американской национальной сборной и благодаря череде удачных выступлений удостоился права защищать честь страны на Олимпийских играх в Лондоне. Стартовал здесь в зачёте одиночных каноэ на дистанции 1000 метров и занял предпоследнее пятое место, отстав от победившего чехословацкого гребца Йозефа Голечека более чем на 32 секунды.
Впоследствии работал учителем в одной из вашингтонских начальных школ, а затем возглавил эту школу в качестве директора. В поздние годы, выйдя на пенсию, проживал в городке Монтео в Северной Каролине. До самых преклонных лет продолжал заниматься греблей, неоднократно принимал участие в различных любительских и ветеранских регатах.
Умер 5 мая 2013 года в городе Уильямсберге, штат Виргиния, в возрасте 94 лет.